# Bisectie
Bisectie, uit het Latijn: 'in tweeën snijden', of binair zoeken is een methode om in een rij een element te vinden dat aan een bepaald criterium moet voldoen, door de af te zoeken aaneengesloten deelrij van mogelijke waarden steeds te halveren.
De methode werkt alleen als snel kan worden vastgesteld of het gezochte element zich in de ene helft of in de andere helft van de nog mogelijke waarden bevindt. Dat betekent in de praktijk dat de rij geordend moet zijn.

## Voorbeeld
Gezocht wordt waar in de geordendede getallenrij {\displaystyle a_{0}<a_{1}<\ldots <a_{8}<a_{9}} zich het element 7 bevindt. Vergelijk het element {\displaystyle a_{5}=13} ongeveer halverwege de rij met 7. Aangezien 7 kleiner is dan 13 moet 7 in het linkerdeel van de rij gezocht worden, anders in het rechterdeel. Uit het linkerdeel wordt het element halverwege, {\displaystyle a_{2}=5}, weer vergeleken met 7. Omdat 5 kleiner is dan 7, ligt 7 dus kennelijk rechts van 7, dus bij {\displaystyle a_{3}} en {\displaystyle a_{4}}. Vergelijk {\displaystyle a_{4}} nog met 7. {\displaystyle a_{4}=11}, dus ligt 7 links van {\displaystyle a_{4}} en is {\displaystyle a_{3}=7}.
Binair zoeken is de gebruikelijke manier om iets in een woordenboek op te zoeken. Men opent het boek ongeveer in het midden en ziet dan of het gezochte woord in de eerste of tweede helft van het boek moet worden gezocht. In die helft wordt verder gezocht. In de praktijk weet men meteen al ongeveer in welk deel van het boek moet worden gezocht: begint het gezochte woord met een A, dan begint men niet in het midden van het boek. Dat maakt de procedure nog efficiënter.

## Implementatie in C++

### Recursief
Het volgende fragment van een C++-programma implementeert een recursief bisectie-algoritme:
```
#include
 
<iostream>

using
 
namespace
 
std
;

bool
 
binair_zoeken_rec
(
int
*
 
waarden
,
 
int
 
zoek
,
 
int
 
l
,
 
int
 
r
){

    
if
(
l
==
r
){

        
// binair zoeken beperkt zich tot 1 cel, plaats waar het gezochte element verwacht wordt.

        
return
 
waarden
[
l
]
 
==
 
zoek
;

    
}
else
{

        
// bepaal het midden tussen de linkse (l) en rechtse (r) grens

        
int
 
m
 
=
 
(
l
+
r
)
/
2
;
 
// deling van 2 integers blijft int, naar beneden afgerond: 7/2 = 3

        
if
(
waarden
[
m
]
 
<
 
zoek
){

            
// zoek in het rechterdeel verder [m+1 , r]

            
return
 
binair_zoeken_rec
(
waarden
,
 
zoek
,
 
m
+
1
,
r
);

        
}
else
{

            
// zoek in het linkerdeel verder [l, m]

            
return
 
binair_zoeken_rec
(
waarden
,
 
zoek
,
 
l
,
 
m
);

        
}

    
}

}

bool
 
binair_zoeken
(
int
*
 
waarden
,
 
int
 
aant
,
 
int
 
zoek
){

    
// start de recursie op, met:

    
// l: linker grens van onze tabel = 0

    
// r: rechter grens van onze tabel = aantal elementen -1

    
// zoek: de gezochte waarde

    
return
 
binair_zoeken_rec
(
waarden
,
 
zoek
,
 
0
,
 
aant
-1
);

}

int
 
main
(
int
 
argc
,
 
const
 
char
 
*
 
argv
[]){

    
int
 
waarden
[]
 
=
 
{
9
,
13
,
17
,
19
,
25
,
26
,
29
,
40
};

    
// zoek aanwezige waarde op, bijvoorbeeld 13

    
cout
 
<<
 
(
binair_zoeken
(
waarden
,
 
8
,
 
13
)
 
?
 
"aanwezig"
 
:
 
"afwezig"
)
 
<<
 
endl
;

    
// zoek afwezige waarde op, bijvoorbeeld 16

    
cout
 
<<
 
(
binair_zoeken
(
waarden
,
 
8
,
 
16
)
 
?
 
"aanwezig"
 
:
 
"afwezig"
)
 
<<
 
endl
;

}

```

### Lineair
Het volgende fragment implementeert een lineair bisectie-algoritme:
```
bool
 
ArrayList::find
(

   
char
*
 
sFind
,
  
// gezochte string

   
char
**
 
aStr
,
  
// verzameling strings waarin te zoeken

   
int
 
nNItems
,
  
// aantal strings in de verzameling

   
int
*
 
piInsert
 
// te retourneren invoegpositie

   
){

   
/* Deze methode gebruikt bisectie: deelt het te doorzoeken stuk

    * steeds in tweeën en beoordeelt steeds een zijde

    * van het nieuwe snijvlak. */

   
int
 
iL
=
 
0
;

   
int
 
iR
=
 
nNItems
;

   
int
 
nSpan
=
 
iR
 
-
iL
;

   
bool
 
bSearch
=
 
(
nSpan
 
>
 
0
);

   
int
 
iN
=
 
iL
 
+
nSpan
/
2
;

   
bool
 
bFound
=
 
false
;

   
while
 
(
bSearch
){

     
char
*
 
sN
=
 
aStr
[
iN
];

     
int
 
nCmp
=
 
strcmp
(
sFind
,
sN
);

     
if
(
nCmp
 
>
 
0
){

       
/* gezochte string zit in of net rechts naast het rechter stuk */

       
iL
=
 
iN
;

     
}
 
else
 
if
 
(
nCmp
 
<
 
0
){

       
/* gezochte string zit in of net links naast het linker stuk */

       
iR
=
 
iN
;

     
}
 
else
{

       
bFound
=
 
true
;

       
break
;

     
}

     
if
 
(
nSpan
==
1
){

       
if
(
nCmp
 
>
 
0
){

         
iN
=
 
iR
;

       
}
 
else
{

         
iN
=
 
iL
;

       
}

       
break
;
 
// niet gevonden; invoegpositie wel

     
}

     
nSpan
=
 
iR
 
-
iL
;

     
iN
=
 
iL
 
+
nSpan
/
2
;

   
}
 
// einde zoeklus

   
*
piInsert
=
 
iN
;
 
// invoegpositie of positie van de gevonden string

   
return
 
bFound
;
 
// indien false: iN is de invoegpositie, anders de positie van de gevonden string

 
}

```

## Toepassing op wiskundige functies
Laat {\displaystyle x\rightarrow f(x)} een monotoon stijgende functie zijn. Om de waarde van {\displaystyle x} bij een gegeven {\displaystyle f(x)=a} te vinden is nu bisectie te gebruiken om {\displaystyle x} te benaderen.
Het bovenstaande programmafragment zou als voorbeeld kunnen dienen, met de volgende aantekeningen:
- char* sFind: de gegeven waarde a;
- char** aStr: het functievoorschrift;
- int nNItems: iL en iR, een schatting van het gebied waar x ligt, als drijvende-kommagetallen;
- char* sN= aStr[iN]: berekening van een functiewaarde voor een benadering van x;
- if (nSpan==1): test of de gewenste nauwkeurigheid is gehaald.

De 'invoegpositie' is nu de benadering, met een fout ter grootte van (iR - iL).

## Doelmatigheid
Bij het benaderen van een functiewaarde wordt de fout bij elke stap de helft kleiner, dat wil zeggen dat we één decimaal verkrijgen per (ruim) drie cycli (drie decimalen per 10 cycli). Bij toepassing op discrete waarden zijn 1000 getallen te doorzoeken in 10 cycli, 1.000.000 in 20 enzovoorts. Het aantal stappen tot de gewenste nauwkeurigheid is met bisectie van tevoren bekend. De worst-case-complexiteitsgraad van de bisectie is logaritmisch, {\displaystyle O(log\,n)} in grote-O-notatie.
Hoewel bisectie betrouwbaar en eenvoudig is, zijn er methoden die in veel gevallen beter werken, vooral voor de toepassing op wiskundige functies. Zulke methodes maken gebruik van de richtingscoëfficiënt op of rond het laatst gevonden punt. Bij functies zonder sprongen en knikken wijst die waarde ongeveer in de richting van het gezochte punt, zodat de volgende benadering gemiddeld genomen beter is dan met bisectie het geval zou zijn geweest. Voorbeelden zijn de methode van Newton-Raphson en de regula falsi.